# マツダ・ポーター
ポーター（PORTER）は、東洋工業（マツダ）が1968年から製造・販売した軽商用車である。

## 概要
シリーズにはボンネット型トラック / バンのポーターと、1969年に追加されたキャブオーバー型トラックのポーター キャブ（PORTER CAB）があったが、ポーターがそれ以前からのボンネット型軽トラック「マツダ・B360」のモデルチェンジ的な性格であるのに対し、ポーターキャブはキャブオーバーに徹した完全な新設計で、当初はエンジンも異なっていた。
ポーターは1976年で製造終了し、ポーターキャブのみが在来型の拡大設計で存続。マツダは軽乗用車のシャンテも1976年で生産中止しており、以降ポーターキャブは、マツダがラインナップする唯一の軽自動車となっていた。
ポーターキャブは1969年から1988年まで（販売は1989年まで）約20年に渡り大小のマイナーチェンジのみ受けて生産され続けた。これは日本国内の軽トラックにおけるモデルチェンジなしでの最長生産記録である。1980年代に入って軽トラックメーカー各社が4WDの軽トラックを投入したが、ポーターキャブだけは最後まで4WD仕様の投入はなかった。

## 歴史

### ポーター（1968年-1976年）
1968年11月
B360をフルモデルチェンジして登場。エンジンはB360後期型から搭載されていた初代キャロル系の4ストローク水冷4気筒OHVを引き続き搭載。
1970年
マイナーチェンジ。
1973年2月
マイナーチェンジ。エンジンをシャンテに搭載していた2ストローク水冷2気筒に換装。同時に前面部分のエンブレムの位置とリアランプの形状などを変更。
1975年1月
現行の黄色ナンバーに対応した改良を実施。これに伴い合わせホイールの標準装着も廃止された。
1976年4月
生産中止。在庫のみ販売。
1976年12月
販売終了。以後はポーターキャブのみ継続販売される。

### ポーターキャブ（1969年-1989年）
1969年3月
新発売。エンジンは空冷直列2気筒2ストローク360cc。このエンジンは、オートバイ業界から1960年代中期に撤退したブリヂストンサイクル出身のエンジン技術者によって開発されたもので、4ストロークエンジンが主流を占めた歴代マツダ製レシプロエンジン中でも、数少ない2ストロークエンジンである。
1970年2月
マイナーチェンジ。ドアウィンドウを引き違い式から巻上げ式に変更し、フロントベンチレーターを追加。外装色を白から黄色に変更。
1973年2月
マイナーチェンジ。エンジンをシャンテに搭載していた水冷直列2気筒2ストローク（元はポーターキャブ用空冷エンジンをベースに水冷化したもの）に換装。外装色が黄色からライトグリーンになり、また丸型リアランプの形式がブレーキ・ウインカー兼用の赤一色から赤・橙の上下分割コンビネーションテールに変更され、以降、この形式が最終モデルまで採用された。このモデルから3方開きが追加される。
1975年1月
現行の黄色ナンバーに対応した改良を実施。これに伴い合わせホイールの標準装着も廃止された。
1976年4月
マイナーチェンジ。外装色がライトグリーンから再び白色に変更、内装カラーもゴールドかかった茶系に変更。ライトベゼル色も変更。
1977年8月
大幅なマイナーチェンジ。車名も「ニューポーターキャブ」となる。エンジンが550ccになり、基本設計やスタイリングを踏襲しつつ、ボディが軽自動車の新規格に合わせ一回り拡大される。ヘッドライトベゼルも丸型から角丸四角形状に変更、前面エンブレムはマツダのCIロゴが採用された。このモデルから一方開きが廃止され、三方開きのみの販売となる。エンジンは量産規模の制約からマツダ自社製エンジン開発が断念され、社外の三菱自工製2G23型4ストローク2気筒SOHC「バルカンS」エンジンが搭載された。
1979年7月
マイナーチェンジ。内装色、黒から明るいベージュに。月販販売目標4,500台
1983年8月
マイナーチェンジ。外装色が青から白に、シートのプリント柄変更。エンジンが三菱製のG23B型4ストローク2気筒SOHCバルカンIIエンジンに変更。
1985年8月
マイナーチェンジ。フロントベンチレーター上部に黒色のガーニッシュ装着、シート色を茶色からグレーに変更。同時にエンジンにも仕様変更があり、エンジンの型式は変わらないが、エンジン内部のカムシャフトを駆動させるローラーチェーンが、タイミングベルトに変更された。
1987年8月
エンジンを共有していた三菱・ミニキャブが直列3気筒の新しいサイクロンエンジン(3G81)に変更されたが、ポーターキャブは引き続き在来の2気筒が搭載される。エアコンをオプション設定、グローブボックスを利用してエアコン一体ユニットを取り付けたため、オプションを選択の際はグローブボックスが無くなった。
1988年12月
製造終了。それ以後は在庫のみの販売となる。
1989年6月
販売終了。後継はスズキ・キャリイのOEMを受けたスクラムとなる。550cc化のビッグマイナーチェンジを挟んだものの、約20年にわたってモデルチェンジされることなく生産されたモデルとなった。